# Озеро 90° E
Озеро за координатами 77° S 90° E (Озеро 90° E або Озеро 90 градусів східної довготи) — друге за розміром з відомих Підльодовикових озер в Антарктиді. Глибина озера не менше 900 метрів, але не більше 3000 метрів, площа озера близько 2000 км². Озеро розташоване в районі антарктичної станції «Радянська», має координати 77° південної широти, 90° східної довготи. Було виявлено у січні 2006 році двома геофізичними дослідники із Колумбійського університету — Робіном Беллом та Майклом Студінгером.